# Naturgeschichte der Europäischen Lebermoose
Naturgeschichte der Europäischen Lebermoose (abreviado Naturgesch. Eur. Leberm.) es un libro con ilustraciones y descripciones botánicas que fue escrito por el médico, biólogo y botánico holandés Christian Gottfried Daniel Nees von Esenbeck y publicado Berlín en 4 volúmenes en los años 1833-1838 con el nombre de Naturgeschichte der europäischen Lebermoose: mit besonderer Beziehung auf Schlesien und die Örtlichkeiten des Riesengebirgs.